# Vadul lui Isac
Vadul lui Isac è un comune della Moldavia situato nel distretto di Cahul di 2.950 abitanti al censimento del 2004.